# Prêmio Açorianos de 1982
A sexta edição do Prêmio Açorianos ocorreu em 1982 em Porto Alegre e premiou unicamente destaques do setor de arte dramática.

## Premiação
Melhor diretor: Júlio César Conte (Não pensa muito que dói)
Melhor ator: Marco Fronchetti
Melhor atriz: Ângela Gonzaga
Melhor ator coadjuvante: Caco Batista
Melhor atriz coadjuvante: Miriam Tessler
Melhor espetáculo: Não pensa muito que dói
Melhor figurino: Gilberto Gawioski
Melhor cenário: Java Bonamigo
Melhor trilha original: Nelson Coelho de Castro
Prêmio especial concedido ao espetáculo Reis Vagabundos, de Maria Helena Lopes. 